# Heilig Hartbeeld (Schinveld)
Het Heilig Hartbeeld is een standbeeld in het Nederlandse dorp Schinveld in de provincie Limburg.

## Achtergrond
Al in 1921 werden plannen gemaakt om een Heilig Hartbeeld op te richten. Er werd een inzameling gehouden waar zowel de bevolking als de bestuurlijke gemeente aan bijdroeg. Het beeld werd gemaakt in het Atelier J.W. Ramakers en Zonen in Oud-Geleen. Bisschop Guillaume Lemmens verrichtte de wijdingsplechtigheid op zondag 19 mei 1935.

## Beschrijving
Het beeld toont een staande Christusfiguur met gespreide armen, omhangen met een mantel. Door de strakke uitvoering van het beeld, vormt het tegelijkertijd een kruis. Op Christus' borst is het Heilig Hart zichtbaar, in zijn handen de stigmata.

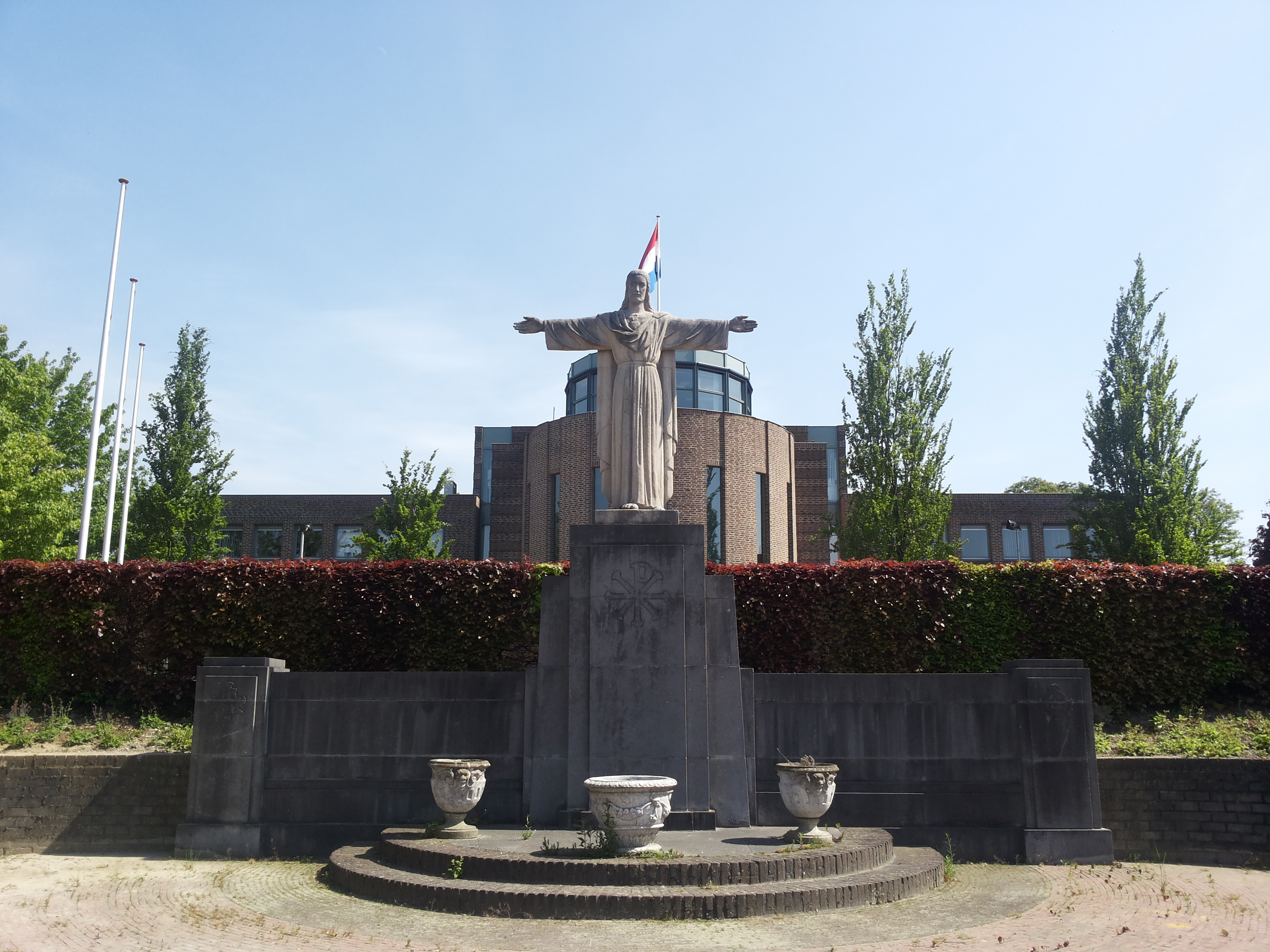
Totaalaanzicht

Het beeld staat op een hoge, getrapte sokkel waarop het christusmonogram is aangebracht. De sokkel staat centraal in een 9 meter breed muurtje, met op de uiteinden in reliëf de Alfa en Omega. 